# 宮崎直哉
宮崎 直哉（みやざき なおや）は、日本の数学者。慶應義塾大学経済学部経済学科教授。

## 主な略歴
- 1990年3月 東京理科大学理工学部卒業
- 1992年3月 東京理科大学理工学研究科修士修了
- 1996年3月 東京理科大学理工学研究科博士修了
- 1993年4月 東京理科大学理工学部数学教室授業嘱託（ - 1997年3月）
- 1997年4月 東京理科大学工学部第二部非常勤講師（ - 1998年3月）
- 1998年6月 大学訪問研究員(理工学部)（ - 1998年8月）
- 1999年4月 横浜市立大学理学部数理学科助手（ - 現職）
- 2000年4月 慶應義塾大学助教授(経済学部)（ - 現職）
- 2001年4月 大学学生総合センター委員(日吉支部)（ - 現職）

## 主な所属学会
- 日本数学会など

## 著書
- The breadth of symplectic and Poisson geometry
- Quantization, Poisson brackets and beyond、2001年
- Global differential geometry;the mathematical legacy of Alfred Gray:International Congress on Differential Geometry、2000年
- Noncommutative differential geometry and its applications to physics:proceeding of the workshop at Shonan,Japan、1999	年
- Conference Moshe Flato 1999:quantization,deformations,and symmetries、1999年
- Analysis on infinite-dimensional Lie groups and algebras、1997年
- Deformation theory and symplectic geometry:roceedings of the Ascona Meeting、1996年
- Quantum groups and quantum spaces、1995年